# Włodzimierz Włodarski
Włodzimierz Włodarski (ur. 1947) – polski pieśniarz, aktor niezawodowy, coach, ekonomista, wykładowca akademicki.

## Działalność artystyczna
Wokalista, gitarzysta i autor piosenek z kręgu piosenki autorskiej i poezji śpiewanej – w swoim repertuarze ma także piosenki turystyczne i legionowe. Zagrał w filmach: Iluminacja (reż. Krzysztof Zanussi) z 1972, Coś za coś (reż. Agnieszka Holland) z 1977 oraz wcielił się w rolę Andrzeja Wieżana w serialu Punkt widzenia (reż. Janusz Zaorski) z 1980. Jego ballady wykorzystano w filmach Agnieszki Holland: Wieczór u Abdona z 1975 – Nieukochani (sł. Krzysztof Zaleski, muz. W. Włodarski, wyk. Elżbieta Czerwińska-Sofulak), Coś za coś z 1977 – Ballada (sł., muz. i wyk. W. Włodarski) oraz w filmie Janusza Zaorskiego: Dziecinne pytania z 1981 – Uwierzyć jeszcze (sł. P. Wojciechowski, muz. i wyk. W. Włodarski). Jako pieśniarz wykonujący ballady z akompaniamentem gitary klasycznej pojawił się w obrazach Iluminacja i Coś za coś. Jego kompozycję do wiersza Bolesława Leśmiana pt. Wiersz księżycowy, śpiewała Natasza Czarmińska. Jest także autorem muzyki do filmu dokumentalnego pt. Ósmy Kontynent (1973). W 2015 ukazał się jego album pt. Romanse, zawierający głównie piosenki autorskie, które napisał na przestrzeni lat, jak również do tekstów Krzysztofa Zaleskiego, a także utwory z repertuaru Ewy Demarczyk i Jacka Kaczmarskiego.

## Działalność zawodowa
Ukończył studia na Wydziale Pedagogicznym Uniwersytetu Warszawskiego (1973). Doktor habilitowany w dziedzinie nauk ekonomicznych (ekonomia) (1990). Wykładowca na Wydziale Nauk Ekonomicznych Uniwersytetu Warszawskiego i w Akademii Leona Koźmińskiego w Warszawie, gdzie zajmuje się tematyką zarządzania zasobami ludzkimi, samozarządzaniem w czasie, samodyscypliną, coachingiem i komunikacją w sytuacji konfliktu – autor licznych publikacji dotyczących tych dziedzin. Trener rozwoju osobistego, trener NLP (Trener The International Association for NLP), certyfikowany coach (ICC, J. O’Connor, Lambent do Brasil), członek Rady Programowej pisma Coaching Review. Od 2003 związany z ACT Advanced Corporate Training jako trener biznesu i coach kadry zarządzającej – współpracuje także z FPL. W 2016 wydał książkę pt. Różnorodny menedżer, czyli za granicą władzy. W 2017 publikacja uzyskała nominację do nagrody „Economicus”, przyznawanej pod auspicjami Dziennika Gazeta Prawna w kategorii „Poradnik Roku”. 
Prowadzi własną firmę szkoleniową.

## Życie prywatne
Mieszka w miejscowości Mysiadło. Lubi spędzać wolny czas w warunkach turystycznych.

## Dyskografia
- 2015: Romanse (CD – album niekomercyjny)[4]

## Publikacje książkowe
- 2016: Różnorodny menedżer, czyli za granicą władzy (wyd. Poltekst)[9]